# 完美時刻
《完美時刻》（英語：Perfect Moment）是一首由波蘭女歌手艾迪塔·歌娳婭演唱的歌曲，收錄在她於1997年發行的同名英文專輯艾迪塔中。

## 瑪婷·麥吉俊翻唱版本
1999年，英國歌手瑪婷·麥吉俊（Martine McCutcheon）翻唱此曲，收錄在她的首張專輯《你我之間》（You Me & Us），台灣偶像劇《流星花園》更選用此版本做為劇中插曲。

## 排行與認證

### 週排行榜
| 排行榜 (1999)              | 最高 排位 |
| -------------------------- | --------- |
| 愛爾蘭（IRMA）             | 3         |
| 英國（官方榜单公司單曲榜） | 1         |

### 認證
| 國家或地區 | 來源 | 認證 |
| ---------- | ---- | ---- |
| 英國       | BPI  | 白金 |